# Landhaus Beschke

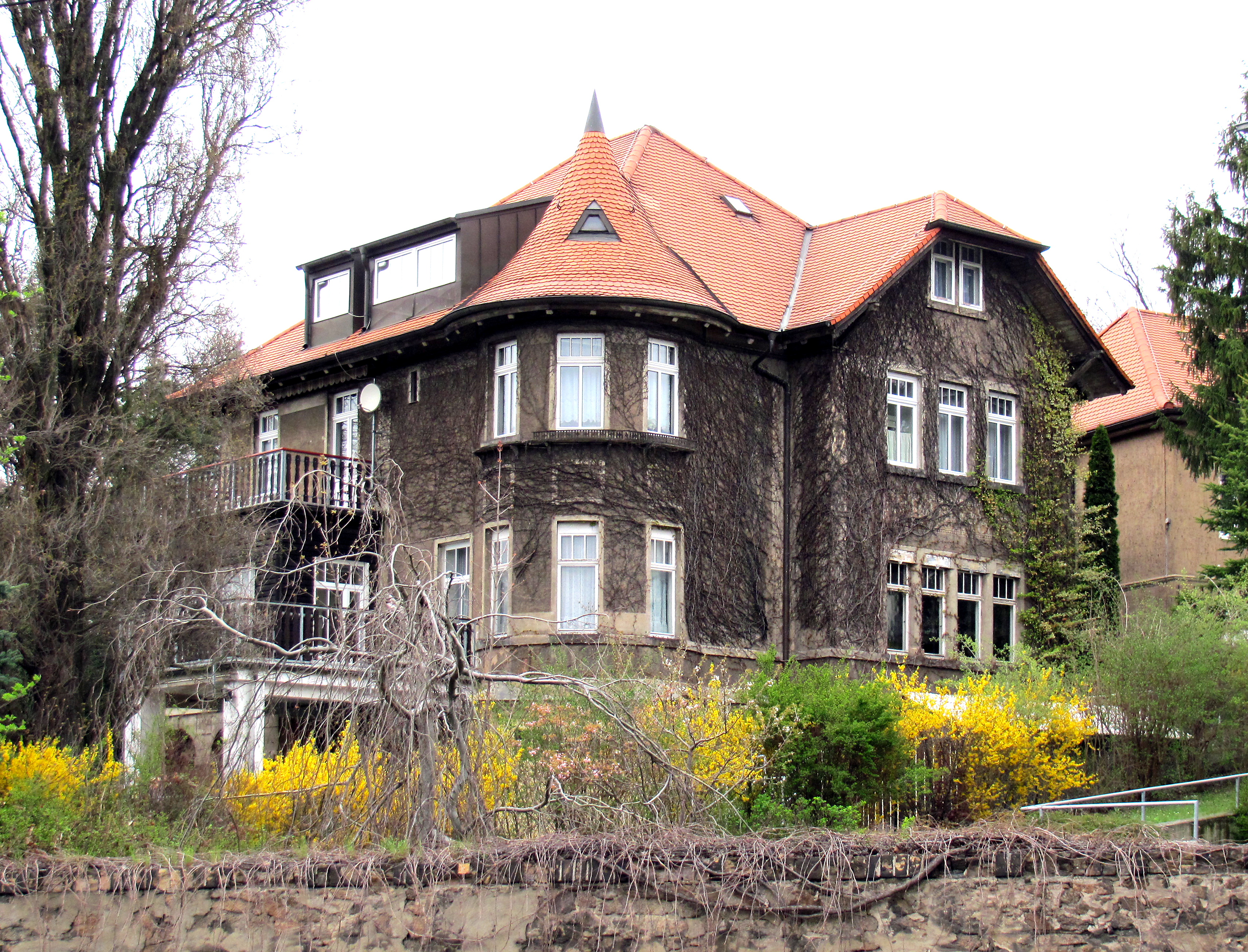
Landhaus Beschke

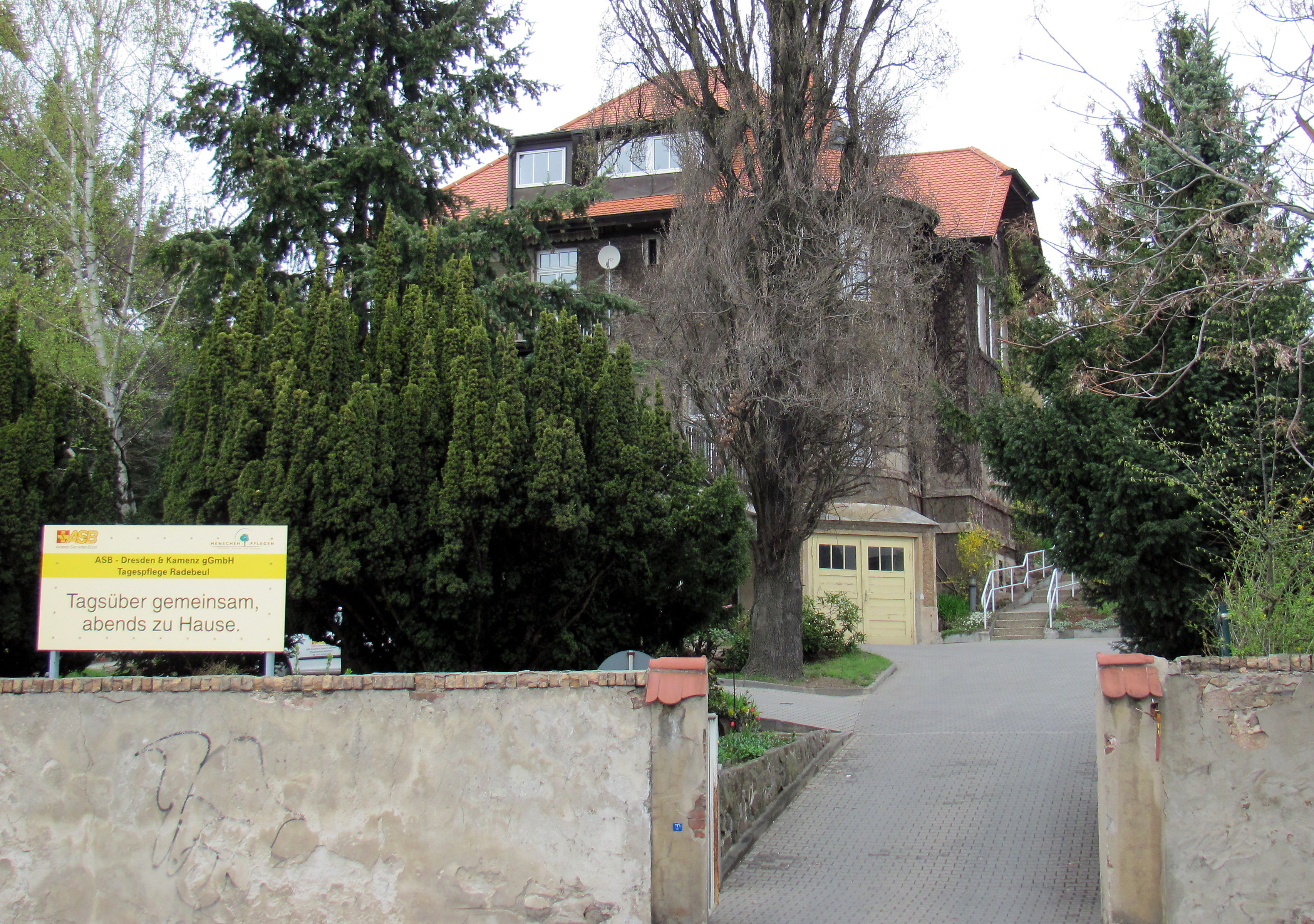
Landhaus Beschke: Garage im Eckvorbau

Das Landhaus Beschke liegt im Stadtteil Niederlößnitz der sächsischen Stadt Radebeul, in der Meißner Straße 158.

## Beschreibung
Das mit seiner Einfriedung denkmalgeschützte villenartige Landhaus ist ein stattliches dreigeschossiges Wohnhaus im Reformstil. Es steht auf einem leicht ansteigenden, ehemals weitläufigen Grundstück auf der Nordseite der Meißner Straße. Der heute auch als Mietvilla angesprochene, einfach gegliederte Putzbau steht auf einem hohen Souterraingeschoss. Obenauf sitzt ein weit vorkragendes, ziegelgedecktes Walmdach.
Zur Straßenkreuzung steht ein halbrunder Eckvorbau mit einem Kegeldach. In der Ansicht zur Rennerbergstraße steht auf der rechten Seite ein Seitenrisalit mit einem Krüppelwalmgiebel. Zur Meißner Straße hin befinden sich tiefe Verandavorbauten. In der linken Seitenansicht steht ein Standerker, dahinter findet sich ein Eingangsvorbau. Auf der Nordseite steht ein späterer Erweiterungsbau.
Die Einfriedung besteht aus einem Bruchsteinsockel mit Holzzaunfeldern zwischen geputzten Pfeilern. An der Straßenecke befindet sich eine geputzte Bruchsteinmauer, an der Meißner Straße steht eine Eingangspforte mit einem ziegelgedeckten Krüppelwalmdach.

## Geschichte
Major a. D. Beschke beantragte im November 1906 den Bau eines Einfamilienhauses nach Entwurf des Dresdner Architektenbüros G. Carl & A. Rönitz, die wohl auch die Bauleitung innehatten. 1914 erfolgten Anbauten, die durch den Baumeister Felix Sommer durchgeführt wurden.
Im Jahr 1929 eröffnete dort der Facharzt für Frauenheilkunde und Geburtshilfe Rudolf Taubert (1900–1978) eine Praxis mit fünf Betten für Entbindungen und geburtshilfliche Operationen. 1931 wurde der Sohn Hans-Dieter Taubert geboren, der später ebenfalls Frauenarzt werden sollte, jedoch in den USA und dann als Lehrstuhlinhaber für Gynäkologische Endokrinologie an der Johann Wolfgang Goethe-Universität Frankfurt am Main.
Im Jahr 1934 erweiterte die Bauunternehmung Gebrüder Große nach einem Entwurf von Patitz & Lötzsch das Gebäude nach Norden; die Privatklinik hatte damit zwölf Bettenplätze. Der Erweiterungsbau steht heute nicht unter Denkmalschutz. 1934 wurde auch eine Garage in den Eckvorbau zur Straße hin eingebaut.
Heute ist das Gebäude eine Sozialeinrichtung des Arbeitersamariterbundes zur Tagespflege.